# 膜剂
膜剂系指药物溶解或分散于膜材料中，或包裹于成膜材料隔室内加工成型的单层或复合层膜状制剂。可供内服、外用、腔道给药、植入及眼下给药等。膜剂的优点有工艺简单，没有粉末飞扬，成型材料用量少，含量准确，稳定性好，配伍变化少，分析干扰少，吸收起效快，亦可缓控释药。膜剂的缺点主要是载药量小。
膜剂的成膜材料要有无毒无刺激、化学性质稳定、成膜脱膜性能好、有较好的水溶性、来源丰富价格便宜等特性，常用的成膜材料主要有天然高分子多聚物，如明胶、阿拉伯胶、琼脂、海藻酸及其盐、淀粉、糊精、玉米朊、纤维素衍生物等；合成高分子多聚物，如聚乙烯醇(PVA)、乙烯-醋酸乙烯共聚物(EVA)、聚乙烯吡咯烷酮(PVP)、聚乙烯醇缩乙醛、甲基丙烯酸酯-甲基丙烯酸共聚物等。
在膜剂的制备过程中经常用到的辅料还有：
- 着色剂如二氧化钛（TiO2）
- 增塑剂如甘油
- 表面活性剂如吐温-80
- 填充剂如淀粉以及脱膜剂液体石蜡等。

膜剂的制备工艺主要有：匀浆制膜法、热塑制膜法、复合制膜法等。